# Claude Joseph Rouget de Lisle

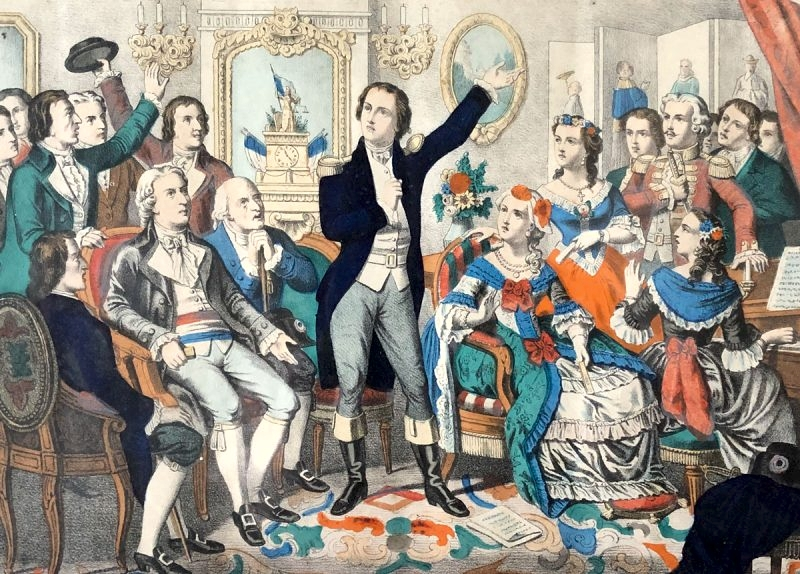
Rouget de Lisle hát bài ca Marseillaise của ông lần đầu tiên

Claude Joseph Rouget de Lisle (1760–1836) là một sĩ quan trong lực lượng công binh Pháp. Tên tuổi của ông gắn liền với bài hát "La Marseillaise", quốc ca Pháp, sáng tác vào tháng 4 năm 1792 tại Strassburg.
Ông sinh ngày 10 tháng 5 năm 1760 tại Lons-le-Saunier, Jura, Pháp và mất ngày 26 tháng 6 năm 1836 tại Choisy-le-Roi, Seine-et-Oise, Pháp.